# 亞西努瓦塔
亞西努瓦塔（羅馬化：Yasynuvata，發音：[jɐsɪnʊˈwɑtɐ]），又按俄语名译为亞西诺瓦塔亞（羅馬化：Yasinovataya，發音：[jɪsʲɪnɐˈvatəjə]），法理上是乌克兰東部顿涅茨克州顿涅茨克区亚西努瓦塔市镇的城市及行政中心，事实上为俄罗斯頓涅茨克人民共和國亞西努瓦塔區的行政中心。該市距離首府頓涅茨克21公里，靠近卡利米乌斯河和克里沃伊托列茨河的源头，始建於1872年，面積19平方公里，2022年人口数量为34,144人。

## 历史

### 沙俄时代
亚西努瓦塔的历史与顿巴斯的工业发展密切相关。1869年，尤佐夫卡（即顿涅茨克）冶金厂建设的同时，康斯坦丁尼夫卡-奥列尼夫卡铁路也开始修建。1872年铁路通车后，亚西努瓦塔车站附近出现了一个小村庄，里面有几座建筑工人的掩体和营房，附近还有商店和酒馆。车站和村庄的名字来源于位于车站东北4公里处的亚西努瓦蒂村。此后20余年，又有数条铁路通车，使车站成为一座枢纽站。
随着车站的扩建，铁路职工数量也增加。这些铁路建设者大多来自乌克兰人口稠密区和俄罗斯中部省份，是当地贫困的农民和工匠。大多数工人（扳道工、耦合工、火车装配工和修理工）都分两班工作，工资比矿工和冶金工人低。20世纪初时，扳道工、司炉工和轨道护卫员的工资为8卢布58戈比至18卢布61戈比。工人们通常两家挤在一个房间中，或挤在改装成住房的货车里。医疗点内只有一名护士，工人就诊需要到阿夫迪夫卡的医院。直到1903年霍乱流行期间，铁道部门才同意寻找“额外”资金来维持第二名护理人员。
1905年初夏，俄国社会民主工党在此成立一个支部。12月8日早上，一封来自叶卡捷琳诺斯拉夫军事罢工委员会的电报到达该地，号召人们参加总罢工。12月9日，集会选举产生了罢工委员会及其管理机构——执行委员会，同日第280步兵团第12连抵达该地。12月10日至12日，集会继续举行，就连部分刚抵达的士兵也参加了集会。13日，第12连连长宣布戒严，禁止集会，但革命者说服士兵倒戈，处死连长。12月21日，政府军镇压了该地的革命，18名当地革命者后来被判苦役。
随着工业的发展，亚西努瓦塔的货物周转量也随之增大，1911年每天有90列货运列车和19列客运列车经过这里，总数约3000车厢。一幢二层的火车站站房落成。村庄也在发生着变化，建造了一座蒸汽磨坊，并开设了10家商店。1912年9月，政府解雇了113名参与暴乱的工人，将他们赶出该地。1914年7月22日该地又爆发反战示威。二月革命后的1917年3月2日，车站选举了工人代表委员会；同年4月底，亚西努瓦塔成立了一个布尔什维克倡议小组，开展工人工作，反对克伦斯基政府。到8月15日，布尔什维克组织已发展到40人。

### 苏联时代
十月革命后，该地成立革命委员会、组织赤卫兵支队，解除从前线归来部队的武装，将其分发给亚西努瓦塔、尤佐夫卡和马克耶夫卡的工人。12月起，赤卫队与阿列克谢·卡列金作战并于次年1月将其彻底击败。1918年《布列斯特和约》后，德国和奥匈帝国曾在4月10日至11月期间短暂占领亚西努瓦塔，期间共产党人组成地下抵抗组织破坏铁路，并在德国崩溃后重新占领该地。1919年，该地在红军和邓尼金的白军之间反复争夺，12月底，第一骑兵集团军第372团攻占该地。1920年4月，布尔什维克党组织了拉达选举。亚西努瓦塔亦成为红军建造装甲列车的重要基地。
1923年，亚西努瓦塔已有113栋住宅，次年斯维尔德洛夫铁路工人俱乐部成立。1926年4月，该地党组织已有共产党员85人。同年升为市级镇。苏联“一五”计划期间，对亚西努瓦塔铁路枢纽进行了大规模的扩建和重建工作，车站的运输能力增加3.5倍，自1937年起，南顿涅茨克铁路的管理部门就设在亚西努瓦塔。此外1927年，一座日产120吨的面粉厂投入生产。伴随着城镇的发展，在镇西郊建成一片铁路工人的住宅区，建有2至3层的房屋。从1926年到1936年，公共住房存量增加了四倍，达到约3.2万平方米。几乎所有公寓都配有电灯，多层建筑都配有供水和污水处理系统。1938年升为区辖市，并建成一所铁路医院和一所综合诊所。1940年时有24名医生和138名护理人员为民众提供医疗服务。
苏德战争爆发后，亚西努瓦塔的铁路工人加班劳动，将列车时刻表切换到战时时刻表，还自行组装了一辆装甲列车。1941年10月22日，亚西努瓦塔陷落。在纳粹德国占领期间，约七千人死于酷刑、饥饿和流行病。游击队通过分发宣传单、解救战俘或制造事故等方法抵抗，直到1943年9月8日，第34近卫师解放了亚西努瓦塔。大部分的铁路、医院和学校毁于战火，设备、材料、工具和技术工人从乌拉尔、西伯利亚、中亚、外高加索和远东地区运来支援重建。1946年，机械制造厂开始建设，两年后，企业生产出第一批塔式起重机和道岔产品，这些产品日后曾出口到苏东国家。该市的工业多与铁路相关。

### 苏联解体后
1991年苏联解体后，该市属于乌克兰。2014年4月乌克兰东部爆发民变后，该市虽一度于8月17日为政府军收复，但9月中旬又被顿涅茨克人民共和国攻占，并持续至今。2016年欧安组织将该市和乌政府军控制下的阿夫迪夫卡列为战争前线热点城市。仅在2017年1月29日一天之内，欧安组织特别监测团就记录了2260起违反停火事件，主要发生在顿涅茨克机场-阿夫迪夫卡-亚西努瓦塔三角地区。

## 教育
1897年该地出现第一所单年级学校。1910年由单年级学校改组为两年级学校，共有4间教室、4名老师和163名学生。1924年时有一所七年制学校和一所幼儿园。到二十世纪三十年代中期，文盲已全部消除。该市开设了劳工学院，1931年有173名学生就读。1939年时，城内有两所中学和两所七年制学校，约有3000名学生接受教育。1969年时，城内有三所中学、两所八年制学校、一所小学和一所八年制寄宿学校，学生约5500人；全市有20个图书馆，藏书约30万册。

## 交通
该地拥有一座大型铁路枢纽，铁路轨道从这里分出五个方向，将亚西努瓦塔与基辅、聶伯城、马里乌波尔、顿涅茨克、顿河畔罗斯托夫、哈尔科夫等城市连接起来。在1958—1965年期间，该地的铁路实现了电气化。

## 人口
2001年乌克兰人口普查，该市的人口情况如下：
| 序号 | 民族       | 人数   | 比例(%) |
| ---- | ---------- | ------ | ------- |
| 1    | 乌克兰人   | 25 417 | 68.88   |
| 2    | 俄罗斯人   | 10 608 | 28.75   |
| 3    | 白俄罗斯人 | 234    | 0.63    |
| 4    | 亚美尼亚人 | 151    | 0.41    |
|      | 总计       | 36 903 | 100.00  |

## 当地名人
- 尼古拉·斯克里普尼克，曾任蘇維埃烏克蘭教育人民委員會（烏克蘭語：Міністерство народної освіти Української РСР）委员。
- 伊琳娜·多夫漢，烏克蘭活動家，2014年遭頓巴斯親俄武裝綁架。

## 图集

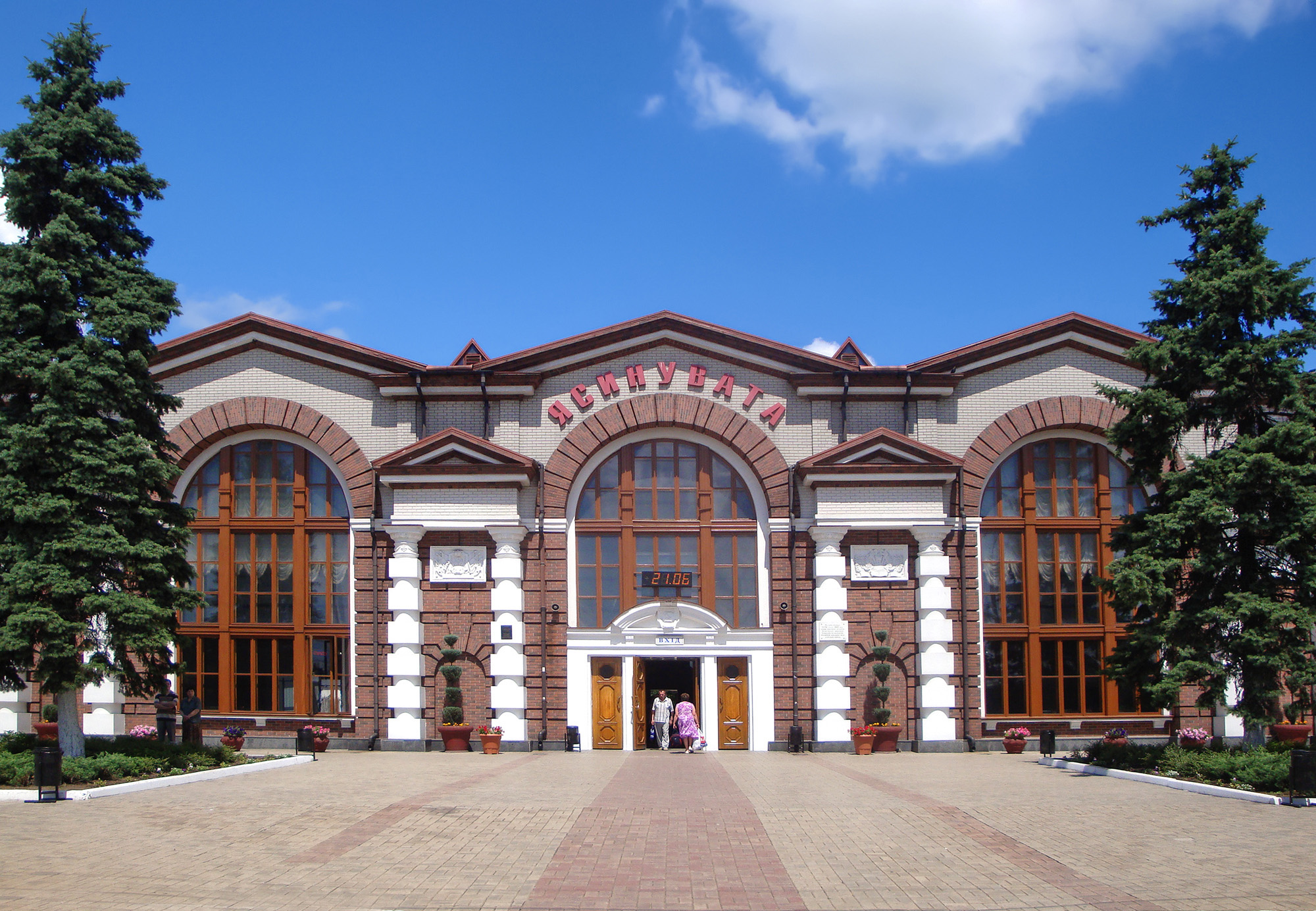
亚西努瓦塔火车站
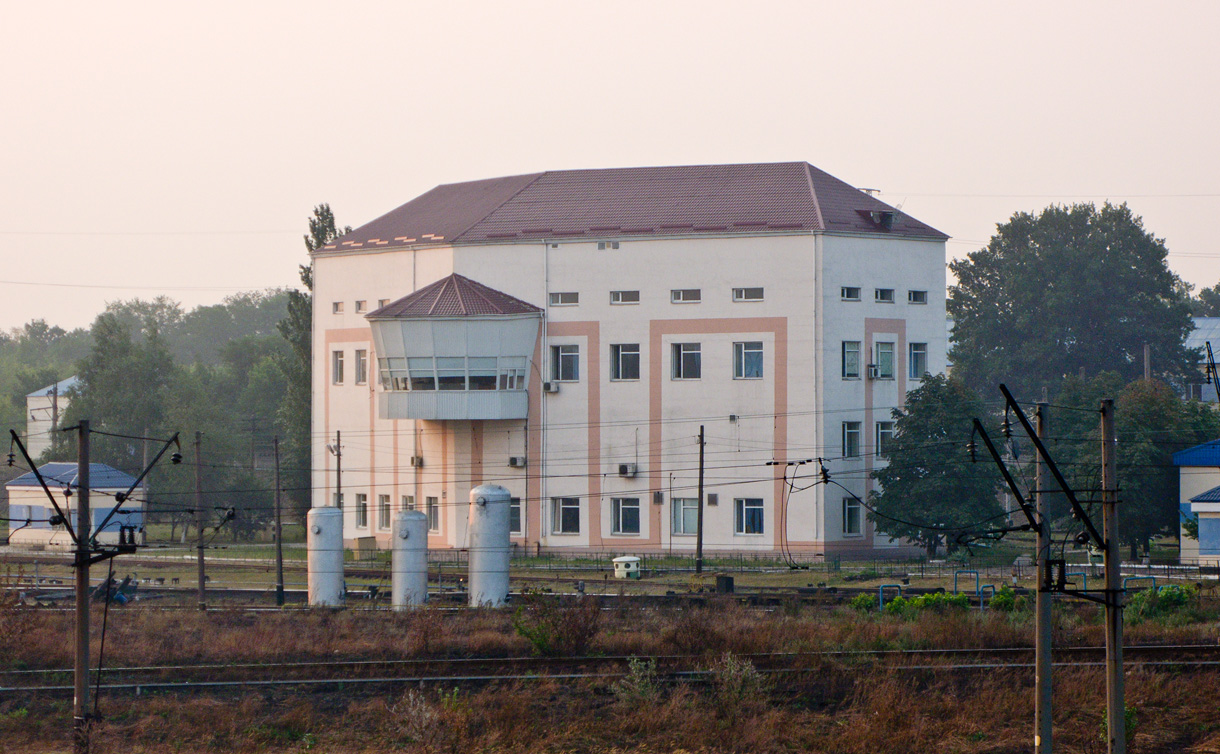
亚西努瓦塔火车站
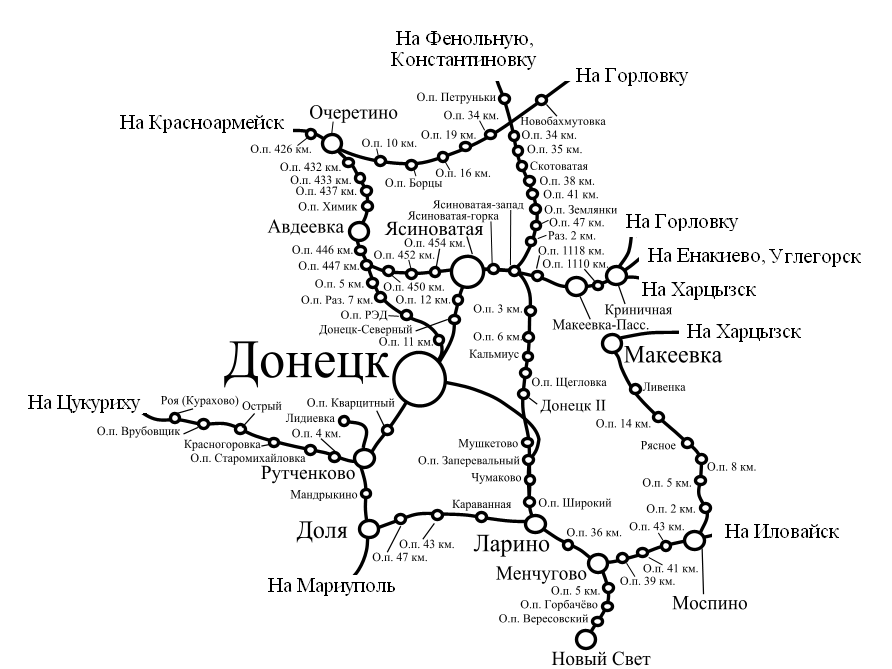
顿涅茨克州铁路图